# 문숙 (배우)
문숙(본명: 오경숙, 1954년 5월 19일~ )은 대한민국의 배우이다.

## 학력
- 동명여자고등학교 (졸업)
- 링에링 예술대학 (서양화 전공)

## 출연작

### 영화
- 《심야카페: 미씽 허니》 (2022년)
- 《천사는 바이러스》 (2021년) - 옥분 역
- 《사바하》 (2019년) - 명희 역
- 《군산: 거위를 노래하다》 (2018년) - 군산식당 주인 역 (특별출연)
- 《허스토리》 (2018년) - 서귀순 역
- 《그것만이 내 세상》 (2018년) - 복자 역
- 《뷰티 인사이드》 (2015년) - 우진 모 역
- 《저 높은 곳을 향하여》 (1977년)
- 《미스 영의 행방》 (1976년)
- 《삼포 가는 길》 (1975년) - 백화 역
- 《삼각의 함정》 (1975년)
- 《태양 닮은 소녀》 (1975년) - 인영 역

### 드라마
- 1973년 TBC 《세나의 집》 - 막내 딸 세나 역
- 1975년 TBC 《하얀 장미》
- 1977년 TBC 《청실홍실》
- 2016년 JTBC 금토드라마 《청춘시대》 - 주인집 할머니 역
- 2016년 tvN 금토드라마 《기억》 - 황태선 역
- 2017년 OCN 주말드라마 《터널》 - 홍혜원 역
- 2017년 MBC 월화드라마 《역적 : 백성을 훔친 도적》 - 소혜왕후 한씨 역
- 2018년 OCN 주말드라마 《라이프 온 마스》 - 한태주의 어머니 역
- 2018년 JTBC 월화드라마 《뷰티 인사이드》
- 2018년 KBS2 월화드라마 《최고의 이혼》 - 고미숙 역
- 2018년 KBS2 월화드라마 《땐뽀걸즈》 - 혜진의 할머니 역
- 2018년 OCN 주말드라마 《프리스트》 - 이해민 수녀 역
- 2019년 CGNTV 본격 러브액션드라마 《고고송》 - 유순녀 역
- 2020년 MBC 수목드라마 《꼰대인턴》 - 옥경이 역
- 2020년 OCN 주말드라마 《경이로운 소문》 - 위겐 역
- 2021년 SBS 월화드라마 《홍천기》 - 삼신 (三神) 역
- 2023년 SBS 금토드라마 《악귀》
- 2023년 tvN 주말드라마 《경이로운 소문 2: 카운터 펀치》 - 위겐 역
- 2023년 넷플릭스 드라마 《마스크걸》 - 신영희 역
- 2023년 tvN 주말드라마 《무인도의 디바》 - 고산희 역

## 저서
- 《문숙의 자연 치유》 (2015년)
- 《문숙의 자연식》 (2015년)
- 《문숙의 자연식》 (2011년)
- 《문숙의 자연 치유》 (2010년)
- 《마지막 한 해》 (2007년)

## 수상
- 1975년 대종상 신인여우상
- 1974년 제11회 한국연극영화상 영화부문 여자신인연기상